# Areguá
Areguá – miasto w Paragwaju, siedziba departamentu Centralnego. Według danych na rok 2020 miasto zamieszkiwały 77 652 osoby, a gęstość zaludnienia wyniosła 745,2 os./km².

## Historia
Areguá została założona przez Dominga Martíneza de Irala w 1538 r. W pobliżu kościoła mieszkali pierwsi osadnicy, których było około 200 osób. Byli to Mercedariusze, którzy przybyli z Hiszpanami, aby hodować bydło. Na farmach zatrudniano afrykańskich niewolników.
W 1862 roku wybudowano eklektyczny kościół Matki Bożej z Candelarii.
Pod koniec XIX wieku Areguá stała się celem turystycznym, do której latem przyjeżdżało wielu pisarzy, artystów i intelektualistów z okolicznych terenów.

## Demografia
Ludność historyczna:
| Rok                         | 2000   | 2005   | 2010   | 2015   | 2020   |
| --------------------------- | ------ | ------ | ------ | ------ | ------ |
| Ludność                     | 43 444 | 51 499 | 59 950 | 68 713 | 77 652 |
| Gęstość zaludnienia os./km² | 416,9  | 493,7  | 575,3  | 659,4  | 745,2  |

Ludność według grup wiekowych na rok 2020:
| Wiek                                | 0–9 lat | 10–19 lat | 20–29 lat | 30–39 lat | 40–49 lat | 50–59 lat | 60–69 lat | 70–79 lat | 80+ lat |
| ----------------------------------- | ------- | --------- | --------- | --------- | --------- | --------- | --------- | --------- | ------- |
| Liczba osób w danej grupie wiekowej | 14 275  | 13 761    | 13 859    | 12 346    | 9252      | 6837      | 4374      | 2034      | 913     |

Struktura płci na rok 2020:
| Płeć                         | Mężczyźni | Kobiety |
| ---------------------------- | --------- | ------- |
| Liczba osób w danej płci     | 38 774    | 38 878  |
| Liczba osób w danej płci w % | 50,1      | 49,9    |

## Gospodarka
Gospodarka Areguá opiera się na uprawie truskawek. Miasto jest również znane z wyrobów ceramicznych.

## Zabytki
- Wzgórza Koi i Chorori są geologiczna atrakcją. Wzgórze Koi jest chronionym zabytkiem, a wzgórze zostało uznane za pomnik przyrody w 1993 roku[5].

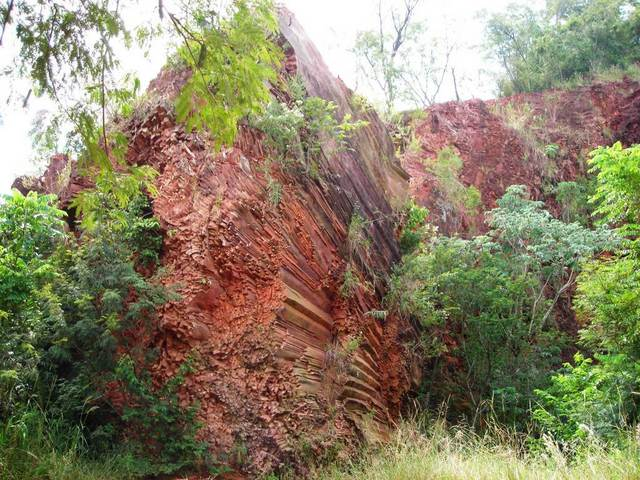
Wzgórze Koi